# Louth Park Abbey
Louth Park Abbey (Parcum Ludae) ist eine ehemalige Zisterzienserabtei rund 2,5 km nordöstlich von Louth in Lincolnshire in England nahe der Straße nach North und South Cockerington.

## Geschichte
Das Kloster wurde 1137 auf der Insel Haverholme von Bischof Alexander von Lincoln gestiftet, aber schon 1139 in den Wildpark des Bischofs bei Louth verlegt. Es war ein Tochterkloster von Fountains Abbey und gehörte damit der Filiation von Clairvaux an. Die Abtei erhielt bedeutende Stiftungen, unter anderem von Ranulf, dem Earl of Chester, Hugh und Lambert de Scotney und Hugh von Bayeux. Im 13. Jahrhundert soll sie 66 Mönche und 150 Konversen gezählt haben. Jedoch setzte in der Mitte des 14. Jahrhunderts ein Niedergang ein, von dem sich die Abtei nicht erholen konnte. 1535 belief sich nach dem Valor Ecclesiasticus das Jahreseinkommen auf 147 Pfund und die Zahl der Mönche belief sich nurmehr auf elf. 1536 wurde das Kloster aufgelöst und ein Mönch wurde wegen seiner Teilnahme an der Pilgrimage of Grace als Verräter hingerichtet.

## Bauten und Anlage

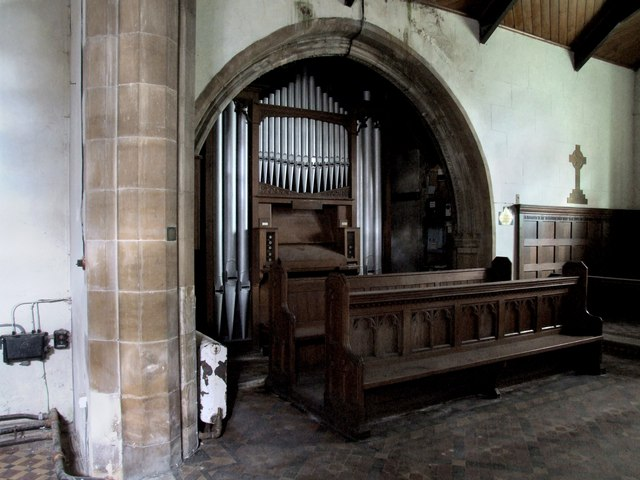
Orgelnische in der St Margaret’s church

Von der Abtei erhalten sind lediglich einige Mauerreste, die zum Presbyterium der Kirche gehörten, und Geländeunregelmäßigkeiten. Der Plan der Anlage wurde 1873 ergraben. Die im Norden gelegene Kirche hatte ein dreischiffiges Langhaus zu zehn Jochen, ein Querhaus mit je drei rechteckigen Kapellen an der Ostseite und einem gerade geschlossenen Hauptchor. Klausur und Kreuzgang lagen südlich (rechts) von der Kirche und waren regelmäßig ausgebildet. Die Abtei verfügte über ein ausgeklügeltes Bewässerungssystem mit dem Monks’ Dyke rund 200 m südlich der Kirche, der Quellwasser aus Louth zuführte.